# Charles Émile François-Franck
Charles Émile François-Franck, född 1849 i Paris, död där 12 september 1921, var en fransk läkare.
François-Franck var efter vunnen doktorsgrad en längre tid assistent hos Étienne-Jules Marey och blev 1904 dennes efterträdare som professor vid Collège de France. Han utförde en mängd viktiga undersökningar rörande dels blodomloppets, dels det centrala nervsystemets fysiologi och ägnade sig därjämte som specialist i hjärt- och kärlsjukdomar åt medicinsk praxis. Särskilt beaktansvärda är hans med stor teknisk skicklighet utförda arbeten över de vasomotoriska nerverna. Bland hans många skrifter kan nämnas Leçons sur les fonctions motrices du cerveau (1885).